# يقطين بن موسى
يقطين بن موسى (ت. 186 هـ / 802 م) هو من دعاة دولة بني العباس.
قال ابن تغري بردي: «كان داهية عالما حازما شجاعاً، عارفا بالحروب والوقائع».